# Schots voetbalkampioenschap 1893/94
1893-94 was het vierde seizoen in de Schotse voetbalcompetitie. Celtic verlengde zijn titel. Voor het eerst was er ook een 2de klasse maar het zou tot 1922 duren vooraleer de kampioen rechtstreeks promoveerde naar de hoogste klasse. Tot dan werden clubs in de hoogste klasse gestemd.

## Scottish League Division One
| Plaats | Team             | Wed | W  | G | V  | DV | DT | DS  | Pts |
| ------ | ---------------- | --- | -- | - | -- | -- | -- | --- | --- |
| 1      | Celtic           | 18  | 14 | 1 | 3  | 53 | 32 | 21  | 29  |
| 2      | Hearts           | 18  | 11 | 4 | 3  | 46 | 32 | 14  | 26  |
| 3      | St. Bernard's FC | 18  | 11 | 1 | 6  | 53 | 39 | 14  | 23  |
| 4      | Rangers FC       | 18  | 8  | 4 | 6  | 44 | 30 | 14  | 20  |
| 5      | Dumbarton FC     | 18  | 7  | 5 | 6  | 32 | 35 | -3  | 19  |
| 6      | St. Mirren FC    | 18  | 7  | 3 | 8  | 49 | 47 | 2   | 17  |
| 7      | Third Lanark     | 18  | 7  | 3 | 8  | 38 | 44 | -6  | 17  |
| 8      | Dundee FC        | 18  | 6  | 3 | 9  | 47 | 49 | -2  | 15  |
| 9      | Leith Athletic   | 18  | 4  | 2 | 12 | 36 | 46 | -10 | 10  |
| 10     | Renton FC        | 18  | 1  | 2 | 15 | 23 | 57 | -34 | 4   |

## Scottish League Division 2
| Plaats | Team                  | Wed | W  | G | V  | DV | DT | DS  | Pts |
| ------ | --------------------- | --- | -- | - | -- | -- | -- | --- | --- |
| 1      | Hibernian FC          | 18  | 13 | 3 | 2  | 83 | 29 | 54  | 29  |
| 2      | Cowlairs FC           | 18  | 13 | 1 | 4  | 72 | 32 | 40  | 27  |
| 3      | Clyde FC              | 18  | 11 | 2 | 5  | 51 | 36 | 15  | 24  |
| 4      | Motherwell FC         | 18  | 11 | 1 | 6  | 61 | 44 | 17  | 23  |
| 5      | Partick Thistle       | 18  | 7  | 5 | 6  | 32 | 35 | -3  | 19  |
| 6      | Port Glasgow Athletic | 18  | 9  | 2 | 7  | 51 | 52 | -1  | 13  |
| 7      | Abercorn FC           | 18  | 5  | 2 | 11 | 41 | 59 | -18 | 12  |
| 8      | Morton FC             | 18  | 4  | 1 | 13 | 36 | 62 | -26 | 9   |
| 9      | Northern FC           | 18  | 3  | 3 | 12 | 29 | 66 | -37 | 9   |
| 10     | Thistle FC            | 18  | 2  | 3 | 13 | 30 | 72 | -42 | 7   |

- Port Glasgow Athletic kreeg 7 strafpunten voor het opstellen van een niet-speelgerechtigde speler.

## Scottish Cup
Rangers FC 3-1 Celtic FC

## Nationaal elftal
| Datum          | Plaats                 | Tegenstander | Score | Competitie                | Schotland scorers                                                             |
| -------------- | ---------------------- | ------------ | ----- | ------------------------- | ----------------------------------------------------------------------------- |
| 24 maart, 1894 | Rugby Park, Kilmarnock | Wales        | 5-2   | British Home Championship | Davidson Berry, John Barker, Thomas Chambers, David Alexander, John Johnstone |
| 31 maart, 1894 | Solitude, Belfast      | Ierland      | 6-1   | British Home Championship | William Sellar(2), Alex McMahon, James Kelly, James Hamilton, Own goal        |
| 7 april, 1894  | Celtic Park, Glasgow   | Engeland     | 2-2   | British Home Championship | William Lambie, Alex McMahon                                                  |

- Scores worden eerst voor Schotland weergegeven ongeacht thuis of uit-wedstrijd

Football League: 1890/91 · 1891/92 · 1892/93

First Division: 1893/94 · 1894/95 · 1895/96 · 1896/97 · 1897/98 · 1898/99 · 1899/00 · 1900/01 · 1901/02 · 1902/03 · 1903/04 · 1904/05 · 1905/06 · 1906/07 · 1907/08 · 1908/09 · 1909/10 · 1910/11 · 1911/12 · 1912/13 · 1913/14 · 1914/15 · 1915/16 · 1916/17 · 1917/18 · 1918/19 · 1919/20 · 1920/21 · 1921/22 · 1922/23 · 1923/24 · 1924/25 · 1925/26 · 1926/27 · 1927/28 · 1928/29 · 1929/30 · 1930/31 · 1931/32 · 1932/33 · 1933/34 · 1934/35 · 1935/36 · 1936/37 · 1937/38 · 1938/39 · 1939/40 · 1940/41 · 1941/42 · 1942/43 · 1943/44 · 1944/45 · 1945/46 · 1946/47 · 1947/48 · 1948/49 · 1949/50 · 1950/51 · 1951/52 · 1952/53 · 1953/54 · 1954/55 · 1955/56 · 1956/57 · 1957/58 · 1958/59 · 1959/60 · 1960/61 · 1961/62 · 1962/63 · 1963/64 · 1964/65 · 1965/66 · 1966/67 · 1967/68 · 1968/69 · 1969/70 · 1970/71 · 1971/72 · 1972/731973/74 · 1974/75

Premier Division: 1975/76 · 1976/77 · 1977/78 · 1978/79 · 1979/80 · 1980/81 · 1981/82 · 1982/83 · 1983/84 · 1984/85 · 1985/86 · 1986/87 · 1987/88 · 1988/89 · 1989/90 · 1990/91 · 1991/92 · 1992/93 · 1993/94 · 1994/95 · 1995/96 · 1996/97 · 1997/98

Premier League: 1998/99 · 1999/00 · 2000/01 · 2001/02 · 2002/03 · 2003/04 · 2004/05 · 2005/06 · 2006/07 · 2007/08 · 2008/09 · 2009/10 · 2010/11 · 2011/12 · 2012/13

Premiership: 2013/14 · 2014/15 · 2015/16 · 2016/17 · 2017/18 · 2018/19 · 2019/20 · 2020/21